# Martina Di Bari
Martina Di Bari (Bari, 5 giugno 2002) è una calciatrice italiana, difensore del Genoa.

## Carriera

### Club
Nata a Bari nel 2002, ha iniziato a giocare a calcio a 5 anni, entrando nella primavera della Pink Sport Time a 12 anni.
Ha esordito in Serie B con la maglia della Pink Sport Time a 14 anni, il 30 ottobre 2016, alla 3ª di campionato, schierata titolare nella gara in casa contro la Lazio, vinta per 3-0. Alla prima stagione ha collezionato 9 presenze, vincendo il girone D di Serie B a pari punti con la Roma CF, poi battuta ai rigori nello spareggio promozione a Città Sant'Angelo il 21 maggio 2017.
Ha debuttato in massima serie il 6 gennaio 2018, alla 9ª di campionato, nella sfida interna contro l'AGSM Verona, entrando al 91' e vincendo per 3-1. Arrivata 10ª in classifica a pari punti con il San Zaccaria, ha vinto lo spareggio salvezza contro le romagnole, accedendo ai play-out, il 27 maggio a Porto Sant'Elpidio contro la Pro San Bonifacio, sfida nella quale ha trovato la sua prima rete in carriera, realizzando all' 89' la rete del 3-1 finale, mantenendo le baresi in Serie A. Il 30 marzo 2019 ha realizzato il suo primo gol in massima serie, segnando l'1-0 al 19' nel 4-1 casalingo sull'Orobica della 20ª giornata di Serie A. Dopo 24 presenze e 2 reti nelle due stagioni delle pugliesi in A, nella stagione 2018-2019 arriva 11ª, retrocedendo in Serie B.
Resta in Puglia fino al 2022, quando viene rilevata dalla blasonata Roma, che immediatamente la gira in prestito al Napoli.
Con la società partenopea ottiene una promozione dalla Serie B alla Serie A, pur disputando una sola partita nel campionato cadetto, per poi diventare titolare inamovibile nella massima serie.
Il 19 luglio 2024 viene acquistata a titolo definitivo dal Genoa, di nuovo in Serie B. Il 13 gennaio 2025, in occasione della quattordicesima giornata di campionato, realizza la sua prima rete in rossoblù, valida per il definitivo 2-0 contro l'Orobica.

### Nazionale
A fine 2018 è stata convocata per la prima volta nelle nazionali giovanili italiane, in under 17 dalla ct Nazzarena Grilli. Con le azzurrine ha preso parte alle qualificazioni all'Europeo under 17 2019 in Bulgaria.

## Statistiche

### Presenze e reti nei club
Statistiche aggiornate al 22 aprile 2025.
| Stagione               | Squadra                | Campionato             | Campionato | Campionato | Coppe nazionali | Coppe nazionali | Coppe nazionali | Coppe continentali | Coppe continentali | Coppe continentali | Altre coppe | Altre coppe | Altre coppe | Totale | Totale |
| Stagione               | Squadra                | Comp                   | Pres       | Reti       | Comp            | Pres            | Reti            | Comp               | Pres               | Reti               | Comp        | Pres        | Reti        | Pres   | Reti   |
| ---------------------- | ---------------------- | ---------------------- | ---------- | ---------- | --------------- | --------------- | --------------- | ------------------ | ------------------ | ------------------ | ----------- | ----------- | ----------- | ------ | ------ |
| 2016-2017              | Pink Sport Time        | B                      | 7          | 0          | CI              | 2               | 0               |                    | -                  | -                  |             | -           | -           | 9      | 0      |
| 2017-2018              | Pink Sport Time        | A                      | 7+2        | 0+1        | CI              | 3               | 0               |                    | -                  | -                  |             | -           | -           | 12     | 1      |
| 2018-2019              | Pink Sport Time        | A                      | 12         | 1          | CI              | 0               | 0               |                    | -                  | -                  |             | -           | -           | 12     | 1      |
| 2019-2020              | Pink Sport Time        | A                      | 11         | 0          | CI              | 1               | 0               |                    | -                  | -                  |             | -           | -           | 12     | 0      |
| 2020-2021              | Pink Sport Time        | A                      | 7          | 0          | CI              | 1               | 0               |                    | -                  | -                  |             | -           | -           | 8      | 0      |
| 2021-2022              | Pink Sport Time        | B                      | 19         | 2          | CI              | ?               | ?               |                    | -                  | -                  |             | -           | -           | 19+    | 2+     |
| Totale Pink Sport Time | Totale Pink Sport Time | Totale Pink Sport Time | 65         | 4          |                 | 7+              | 0+              |                    | -                  | -                  |             | -           | -           | 72+    | 4+     |
| 2022-2023              | Napoli                 | B                      | 1          | 0          | CI              | 0               | 0               |                    | -                  | -                  |             | -           | -           | 1      | 0      |
| 2023-2024              | Napoli                 | A                      | 19+1       | 0          | CI              | 3               | 0               |                    | -                  | -                  |             | -           | -           | 23     | 0      |
| Totale Napoli          | Totale Napoli          | Totale Napoli          | 20+1       | 0          |                 | 3               | 0               |                    | -                  | -                  |             | -           | -           | 24     | 0      |
| 2024-2025              | Genoa                  | B                      | 24         | 1          | CI              | 1               | 0               | -                  | -                  | -                  | -           | -           | -           | 25     | 1      |
| 2025-2026              | Genoa                  | A                      | -          | -          | CI              | -               | -               |                    | -                  | -                  | AWC         | -           | -           | -      | -      |
| Totale Genoa           | Totale Genoa           | Totale Genoa           | 24         | 1          |                 | 1               | 0               |                    | -                  | -                  |             | -           | -           | 25     | 1      |
| Totale carriera        | Totale carriera        | Totale carriera        | 110        | 5          |                 | 11+             | 0+              |                    | -                  | -                  |             | -           | -           | 121+   | 5+     |

## Palmarès

### Club

#### Competizioni nazionali
- Campionato italiano di Serie B: 2

Pink Sport Time: 2016-2017 (girone D)
Napoli: 2022-2023